# Dorota Kłuszyńska
Dorota (Dora) Kłuszyńska z Pilcerów (ur. 1 stycznia 1876 w Tarnowie, zm. 22 listopada 1952 w Warszawie) – polska działaczka społeczna polityczna, sufrażystka, feministka, Senator I, II i III kadencji w latach 1925–1935, posłanka na Sejm Ustawodawczy i Sejm PRL I kadencji w latach 1947–1952.

## Życie
Urodziła się w rodzinie żydowskiej jako Dora Pilcer, córka Ignacego Pilcera i Barbary. Ukończyła szkołę ludową a następnie wydziałową w Tarnowie. W latach 1893–1895 była wolną słuchaczką na wydziale ekonomii Uniwersytetu Wiedeńskiego. Od 1896 zamężna z Henrykiem Kłuszyńskim, lekarzem i działaczem socjalistycznym. W 1900 wstąpiła do Polskiej Partii Socjalno-Demokratycznej Galicji i Śląska Cieszyńskiego, a w latach 1911–1919 była członkinią zarządu oraz Centralnego Komitetu Wykonawczego tej partii. Organizowała i propagowała socjalistyczny ruch kobiecy w Polsce. Była redaktorką „Głosu Kobiet” (1907–1914). W 1908 zorganizowała pierwsze w Polsce obchody Dnia Kobiet. W 1912 uczestniczka II Międzynarodowej Konferencji Kobiet Socjalistek w Kopenhadze. Autorka broszury „Dlaczego kobiety walczą o prawa polityczne” (1912).
W okresie I wojny światowej działała od 1915 w Lidze Kobiet Galicji i Śląska, w latach 1916–1918 była członkinią jej Zarządu Naczelnego. W latach 1914–1919 była przewodniczącą Centralnego Wydziału Kobiet PPSD. Broniła polskości Śląska Cieszyńskiego, działała wraz z Tadeuszem Regerem w Sekcji Śląskiej Naczelnego Komitetu Narodowego. W latach 1918–1920 była członkinią Rady Narodowej Księstwa Cieszyńskiego. 1 listopada 1918 na czele manifestacji robotniczej "odbiła" strategicznie bardzo ważny dworzec bogumiński. 23 stycznia 1919 brała udział w obronie dworca w Boguminie przed nacierającymi wojskami czechosłowackimi. Uczestniczyła także w delegacji Rady Narodowej na konferencję w Paryżu.
W okresie międzywojennym mieszkała z mężem w Łodzi (1921–1927) i Warszawie. Od 1921 była radną miasta Łodzi i ławniczką opieki społecznej. Czynna  w Polskiej Partii Socjalistycznej, między innymi w latach 1919–1939 jako członkini Rady Naczelnej PPS oraz w latach 1928–1939 członek CKW PPS. Zaliczana w kierownictwie partii do prawego skrzydła, była gorącą zwolenniczką Centrolewu. Odbudowała po rozłamie Rajmunda Jaworowskiego warszawską organizację PPS. W latach 1919–1939 była także przewodniczącą bądź wiceprzewodniczącą Centralnego Wydziału Kobiecego PPS. Redagowała także „Głos Kobiet” oraz „Zawodową Opiekę Społeczną”. Dorota Kłuszyńska działała również w międzynarodowym ruchu socjalistycznym – od 1928 jako przedstawicielka PPS w II Międzynarodówce. Zasiadała w licznych socjalistycznych organizacjach społecznych, między innymi w Towarzystwie Uniwersytetu Robotniczego jako członkini Zarządu Głównego i przewodnicząca oddziału warszawskiego, Robotniczym Towarzystwie Przyjaciół Dzieci, Robotniczym Towarzystwie Służby Społecznej. Działała także wraz z dr Justyną Budzińską-Tylicką oraz dr. Hermanem (Henrykiem) Rubinrautem w założonej przez Tadeusza Żeleńskiego Poradni Świadomego Macierzyństwa.
Była także senatorem Rzeczypospolitej Polskiej. 25 grudnia 1925 złożyła ślubowanie i objęła mandat senatorski w miejsce zmarłego Ksawerego Praussa. Była wybierana do Senatu też w 1928 (z listy PPS z województwa warszawskiego) i 1930 (listy Centrolewu). W II i III kadencji pracowała w senackiej komisji gospodarstwa społecznego i skarbowo-budżetowej.
Po wybuchu II wojny światowej przebywała we Lwowie. W 1939 r. została na krótko aresztowana przez władze sowieckie. Następnie ukrywała się do 1942 w Warszawie, a następnie na wsi pod Grójcem, gdzie uczestniczyła w tajnym nauczaniu. Od 1943 była członkiem Centralnego Kierownictwa Ruchu Polskiej Partii Socjalistycznej – Wolność, Równość, Niepodległość. W 1945 wraz Zygmuntem Żuławskim uczestniczyła w tworzeniu odrębnej od „lubelskiej” PPS Polskiej Partii Socjalno-Demokratycznej.
Po nieudanej próbie legalizacji tej ostatniej działała w tzw. „lubelskiej” PPS, a przede wszystkim w Towarzystwie Przyjaciół Dzieci. Posłanka do Sejmu Ustawodawczego (1947–1952), wybrana w 1947 z okręgu 34 (Gniezno). Zasiadała w komisjach Pracy i Opieki Społecznej, Skarbowo-Budżetowej oraz Spraw Zagranicznych. Od 1948 do 1952 przewodnicząca Zarządu Głównego TDP. Od 1948 członek Polskiej Zjednoczonej Partii Robotniczej. Weszła w skład Komitetu Centralnego PZPR, ale był to udział czysto formalny, a po jej śmierci KC PZPR nie zamieścił nawet nekrologu. W 1952 uzyskała mandat poselski w okręgu nr 2 (Pruszków), jednak nie złożyła ślubowania, zmarła dwa dni po rozpoczęciu kadencji. Została pochowana na Cmentarzu Wojskowym na Powązkach (kwatera A24-tuje-3)

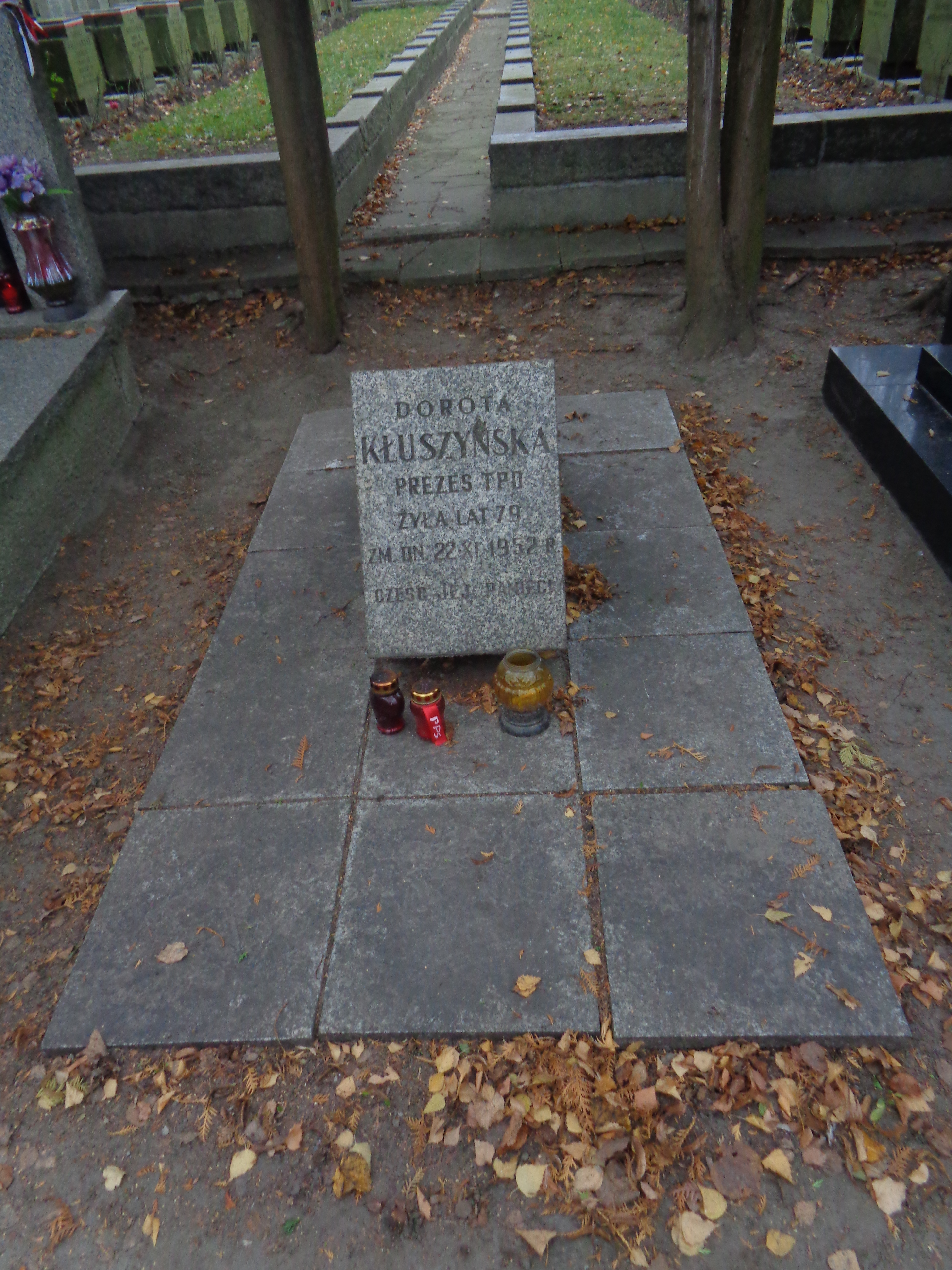
Grób Doroty Kłuszyńskiej na Cmentarzu Wojskowym na Powązkach

W 1938 wniosek o nadanie Medalu Niepodległości został odrzucony, podobnie został potraktowany w 1947 wniosek Zarządu Głównego RTPD o przyznanie jej Złotego Krzyża Zasługi.

## Wybrane publikacje
- Daniel Korbel, Dorota która odbiła Bogumin, Tramwaj Cieszyński, https://tramwajcieszynski.pl/dorota-ktora-odbila-bogumin/
- Ważność zagadnień kobiecych, [w:] Czy kobieta ma być wyzwoloną czy niewolnicą?, Warszawa 1937.
- RTPD 1919–1939. Okres pionierski, Warszawa 1947
- Co Polska Ludowa dała kobietom, Warszawa 1950.
- Walkę z alkoholizmem wygramy! : (zarys programu walki z alkoholizmem), Warszawa 1950.

## Upamiętnienie
Jest jedną z 30 bohaterek wystawy pt. „60 na 100. SĄSIADKI. Głosem Kobiet o powstaniach śląskich i plebiscycie” poświęconej roli kobiet w śląskich zrywach powstańczych i akcji plebiscytowej (2019). Koncepcję wystawy, scenariusz i materiały przygotowała Małgorzata Tkacz-Janik, a grafiki Marta Frej.
W 2018 została uhonorowana lampą umieszczoną na Uliczce Cieszyńskich Kobiet.
W marcu 2018 w Oranżerii Zamku Cieszyn otwarto czasową wystawę Obywatelki. Kobiety Śląska Cieszyńskiego dla Niepodległej opracowaną przez Władysławę Magierę. Jedną z jej bohaterek była Dorota Kłuszyńska. 